# Zoológico municipal de Cachoeira do Sul
El  Zoológico municipal de Cachoeira do Sul (en portugués:Zoológico Municipal de Cachoeira do Sul) es un jardín zoológico localizado en el municipio de Cachoeira do Sul, en el estado de Río Grande del Sur, en Brasil.
Creado como Minizoológico el 13/12/1986, bajo la Ley Municipal n.º 2366, del 12/6/1990, se transformó en Jardín Botánico y Zoológico Municipal, con los objetivos de promover, expandir y diversificar acciones culturales y educacionales de conocimiento, preservación y registro de las especies vegetales y animales del Municipio, así como divulgar el acervo y el espacio natural del Parque Municipal de la  Cultura, un de los principales puntos turísticos de Cachoeira do Sul. 